# Phylliroe bucephalum
Phylliroe bucephalum är en snäckart som beskrevs av Peron och Charles Alexandre Lesueur 1810. Phylliroe bucephalum ingår i släktet Phylliroe och familjen Phylliroidae. Inga underarter finns listade i Catalogue of Life.